# 德勒古采什蒂鄉
44°58′N 23°14′E / 44.967°N 23.233°E
德勒古采什蒂鄉（羅馬尼亞語：Comuna Drăguțești, Gorj），是羅馬尼亞的鄉份，位於該國西南部，由戈爾日縣負責管轄，面積60平方公里，海拔高度176米，2007年人口5,261，人口密度每平方公里88人。